# Volvo Philip
Volvo Philip är en konceptbil som tillverkades av den svenska fordonstillverkaren Volvo i ett exemplar 1952. Bilen designades av Jan Wilsgaard, vilket även var hans första egna designuppdrag hos Volvo. 
Modellen var både tänkt att ersätta PV60 som Volvos stora lyxbil vid denna tid, samt att vara Volvos första modell på den amerikanska marknaden. Vid denna tid var man fortfarande osäker på om den hyfsat nylanserade PV444 skulle sälja bra i USA. Designen på Volvo Philip var tydligt amerikanskinspirerad med många likheter med bland annat samtida Kaiser-modeller. Till modellen konstruerade Volvo en egen V8-motor på 3,6 liter kallad B8B med en tillhörande automatväxellåda. V8-motor kom senare, under namnet B36, att användas i lastbilen Volvo Snabbe från mitten av femtiotalet och framåt. Volvo Philip premiärvisades för pressen den 22 maj 1953, men Volvoledningen ansåg att modellen var för dyr att tillverka och därför lades projektet ner. Istället satsade Volvo på PV444 för den amerikanska marknaden.
Det enda exemplar som kom att tillverkas av modellen gick under många år som direktionsbil hos Bolinder-Munktell i Eskilstuna innan den lämnades tillbaka till Volvo. Numera står bilen på Volvomuseet i Göteborg.

## Galleri

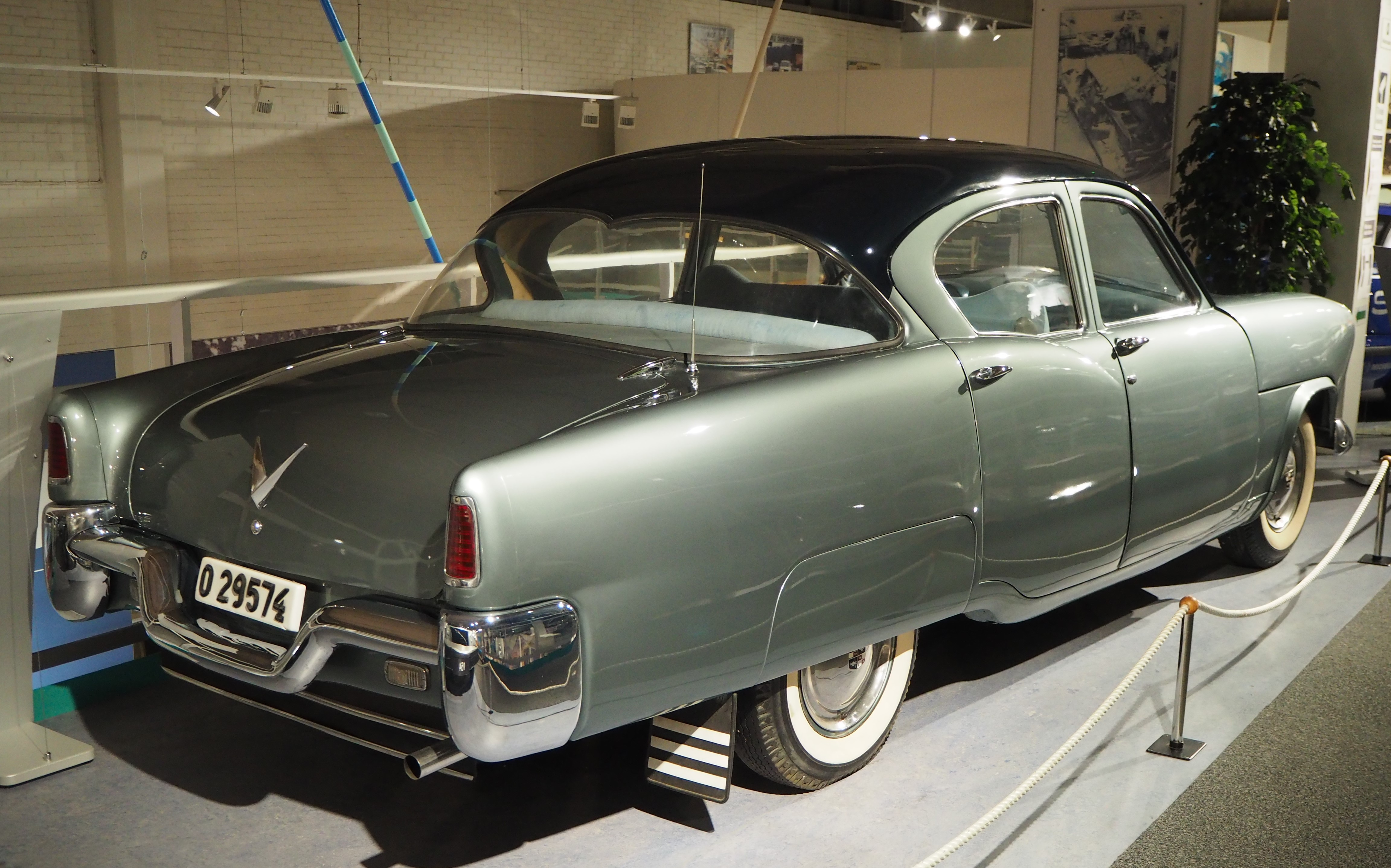
Bakparti.

### Webbkällor
- Legelius, Carl (2 maj 2009). ”Grattis Volvo Philip!”. Klassiker. https://www.klassiker.nu/namnsdagsbilen/grattis-volvo-philip-613. Läst 23 april 2023.